# Greatest Hits (album de Simply Red)
Pour les articles homonymes, voir Greatest Hits.
Greatest Hits est un album compilation des morceaux les plus populaires du groupe britannique Simply Red, sorti en 1996.

## Liste des titres
1. Holding Back The Years
2. Money's Too Tight To Mention
3. The Right Thing
4. It's Only
5. A New Flame
6. You've Got It
7. If You Don't Know Me By Now
8. Stars
9. Something Got Me Started
10. Thrill Me
11. Your Mirror
12. For Your Babies
13. So Beautiful
14. Angel
15. Fairground